# Susa- és Sangone-völgyi Hegyi Közösség
A Susa- és Sangone-völgyi Hegyi Közösség 43 települést, és azoknak összesen 114.223 lakosát foglalja magába.
A szervezet 2010. január 1-jétől működik, és elsődleges célja a völgyek fejlődésének elősegítése elsősorban a természetvédelem és a kultúra területén.
A szervezet központja Bussolenoban található.
Tagjai: Almese, Avigliana, Bardonecchia, Borgone Susa, Bruzolo, Bussoleno, Caprie, Caselette, Cesana Torinese, Chianocco, Chiomonte, Chiusa di San Michele, Claviere, Coazze, Condove, Exilles, Giaglione, Giaveno, Gravere, Mattie, Meana di Susa, Mompantero, Moncenisio, Novalesa, Oulx, Reano, Rubiana, Salbertrand, San Didero, San Giorio di Susa, Sangano, Sant’Ambrogio di Torino, Sant’Antonino di Susa, Sauze di Cesana, Sauze d’Oulx, Sestriere, Susa, Trana, Vaie, Valgioie, Venaus, Villar Dora, Villar Focchiardo.

## Fordítás
- Ez a szócikk részben vagy egészben  a   Comunitá Montana Valle Susa e Val Sangone című olasz Wikipédia-szócikk ezen változatának fordításán alapul.  Az eredeti cikk szerkesztőit annak laptörténete sorolja fel. Ez a jelzés csupán a megfogalmazás eredetét és a szerzői jogokat jelzi, nem szolgál a cikkben szereplő információk forrásmegjelöléseként.